# 탕궈창
탕궈창(중국어 간체자: 唐国强, 정체자: 唐國強, 병음: Táng Guóqiáng, 한자음: 당국강, 1952년 5월 4일 - )은 중화인민공화국 출신의 남자 배우이다.
1970년에 중학 졸업 후, 청도시신극단(青岛市新劇団)에 입단. 1979년에 주연으로 출현한 〈작은 꽃〉(小花)으로 문화부청년 우수작품상이나 전시십가연원(電視十佳演員, 텔레비전 베스트 10 배우)으로 선택되는 등 상을 받았다.
마오쩌둥이나 옹정제를 연기하는 등 중국에서 국민배우로 알려져 있다.
한국에서는 1990년대에 제갈량역으로 출연한 텔레비전 드라마 《삼국연의》가 방송되어 알려져 있다.